# Carlos Germán Valdés Riesco
Carlos Germán Juan Eugenio Valdés Riesco (Santiago, 6 de julio de 1904 - ibídem, 26 de noviembre de 1985) fue un agrónomo y político conservador chileno. Hijo de Juan Valdés Ortúzar y de María Riesco Errázuriz, casado en 1929 con Elvira Guzmán Riesco.

## Actividades profesionales
Educado en el Liceo Alemán, egresando en 1920. Ingresó luego a la Facultad de Agronomía de la Pontificia Universidad Católica de Chile. Se dedicó a la agricultura en las localidades de Barrancas y Peumo.

## Actividades políticas
Miembro del Partido Conservador y en el Conservador Tradicionalista. Fue Alcalde de la Municipalidad de Barrancas (1935-1938) y regidor de la misma ciudad (1938-1941).
Elegido Diputado por el 2.º. Distrito Metropolitano: Talagante (1941-1945), integró la comisión permanente de Gobierno Interior, en la que se mantuvo durante los dos períodos legislativos siguientes en que fue reelecto Diputado (1945-1949 y 1949-1953).
Nuevamente Diputado por la misma agrupación departamental (1949-1953), en esta oportunidad integró la comisión de Hacienda. Volvió al Congreso por un nuevo período (1953-1957), participando de la comisión de Trabajo y Legislación Social. Su último paso por la Cámara de Diputados fue (1957-1961), siendo parte de la comisión de Constitución, Legislación y Justicia.
Miembro de la Sociedad Nacional de Agricultura, del Club de la Unión y del Club Hípico.